# Capot (häst)
Capot, född 1946, död 1974, var ett engelskt fullblod, mest känd för att ha segrat i Preakness Stakes (1949) och Belmont Stakes (1949).

## Bakgrund
Capot var en brun hingst efter Menow och under Piquet (efter St. Germans). Han föddes upp och ägdes av Greentree Stable. Han tränades under tävlingskarriären av John M. Gaver Sr..
Capot tävlade mellan 1948 och 1950 och sprang under sin tävlingskarriär in 345 260 dollar på 28 starter, varav 12 segrar, 4 andraplatser och 7 tredjeplatser. Han tog karriärens största segrar i Preakness Stakes (1949) och Belmont Stakes (1949). Han segrade även i Champagne Stakes (1948), Pimlico Futurity (1948), Jerome Handicap (1949), Pimlico Special (1949), Sysonby Handicap (1949) och Wilson Stakes (1950).

## Karriär
Capot började tävla vid två års ålder och tog 5 segrar på 9 starter. Som tvååring vann han Champagne Stakes och Wakefield Stakes. Han avslutade året med sin bästa prestation i prestigefyllda Pimlico Futurity.
Vid tre års ålder startade Capot i 1949 års Kentucky Derby. Han reds av Ted Atkinson i alla amerikanska Triple Crown-löp. I Kentucky Derby kördes Capot framåt tidigt, efter att ha fått en bra start. Han höll ifrån de andra hästarna fram till upploppet, då han blev slagen av Ponder. Capot slutade tvåa, 4 1⁄2 längder före Palestinian.
I den andra löpet i Triple Crown, Preakness Stakes, tog Capot tidigt ledningen. Strax innan upploppet drog han undan, och segrade över Palestinian med ett huvud. Capot segrade även i Belmont Stakes tre veckor senare. Tack vare hans prestationer utsågs han till US Champion 3-Yr-Old Colt (1949). Han utsågs också till DRF United States Horse of the Year (1949) av Daily Racing Form, men förlorade omröstningen i Turf and Sport Digest till Coaltown.
Vid fyra års ålder vann Capot stora stakeslöp inklusive 1950 års Pimlico Special Handicap på "Old Hilltop" i Baltimore, Maryland. Han är en av endast fyra hästar som vunnit båda Marylands topplöp, Preakness Stakes och Pimlico Special. De andra var Triple Crown-vinnare: Citation, Assault och Whirlaway. Senare samma år vann Capot även Wilson Stakes och slutade trea i Fleetwing Handicap efter segrande Sheilas Reward som slog banrekordet över sex furlongs.